# Terjoden
Terjoden est un hameau dans le Denderstreek située dans la province de Flandre-Orientale en Région flamande. La moitié du hameau se trouve dans la section Erembodegem dans la ville belge d'Alost et l'autre moitié se trouve dans la commune de Haaltert.